# 한국신탁은행 축구단
한국신탁은행 축구단은 한국신탁은행에서 운영했던 축구단이다.

## 역사
1969년 3월 창단하였고 1976년 8월 한국신탁은행과 서울은행이 합병되어 서울신탁은행으로 재출범 하면서 두 은행의 축구단 역시 합병되어 서울신탁은행 축구단으로 통합 발족되면서 해체되었다. 그 후 1994년 해체되었다.